# Alexander Binder

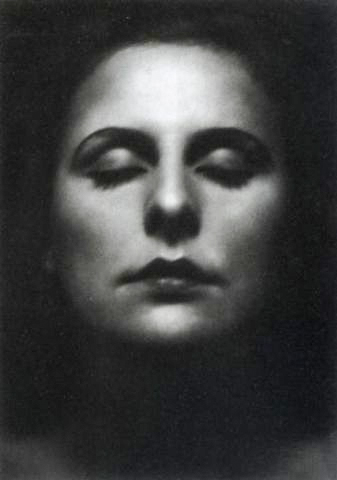
Alexander Binder: Leni Riefenstahlová, portrét

Alexander Binder (1888 Alexandrie – 25. února 1929 Berlín) byl švýcarský fotograf židovského původu, známý svými portréty známých osobností, především z německého filmového průmyslu.

## Život a dílo
Od roku 1908 do roku 1910 studoval fotografii v Mnichově, pak odešel do Berlína, kde si otevřel fotografický ateliér Atelier für bildmäßige Porträt Photographie nejprve v ulici Motzstraße a od roku 1915 také v Kurfürstendammu. Specializoval se na portrétní fotografii. Ve dvacátých letech byl považován za jednoho z nejslavnějších německých portrétních fotografů a jeho ateliér se ve 30. letech rozrostl na jeden z největších v Evropě. Vystavoval s velkým úspěchem v různých muzeích a galeriích a v letech 1925–1926 také v Londýně.
Binder se zaměřoval především na fotografování módy a portréty „hvězd“, zejména ze světa německého němého filmu. Známé jsou jeho portrétní série Putti Lya, Leni Riefenstahlová a Greta Garbo. Publikoval ve všech hlavních německých časopisech, ale také v uměleckém Monatsschrift für Photographie und Kinematographie; Die Linse. Jeho fotografie byly publikovány na tehdy populárních sběratelských kartách Ross.
Binder měl ve zvyku své fotografie často podepisovat. Zemřel předčasně v roce 1929. Jeho zaměstnanci pracovali v jeho ateliéru až do roku 1938, kdy byl nacisty uzavřen.

## Herečky němého filmu

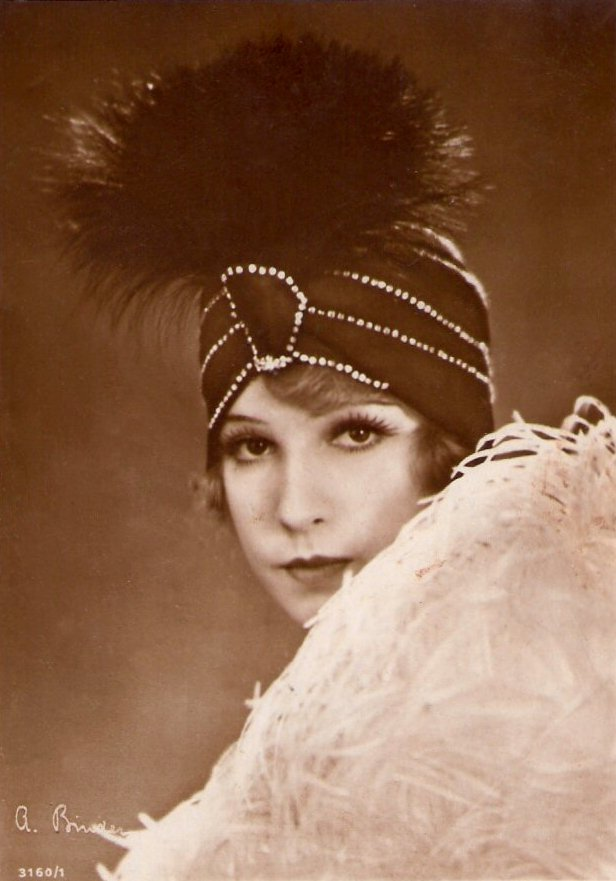
Francouzka Lily Damita
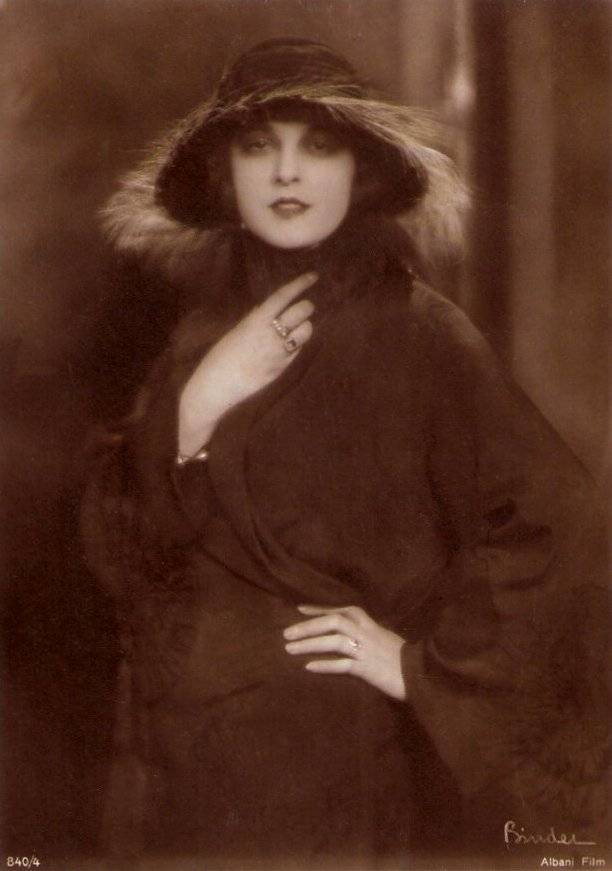
Italka Marcella Albani
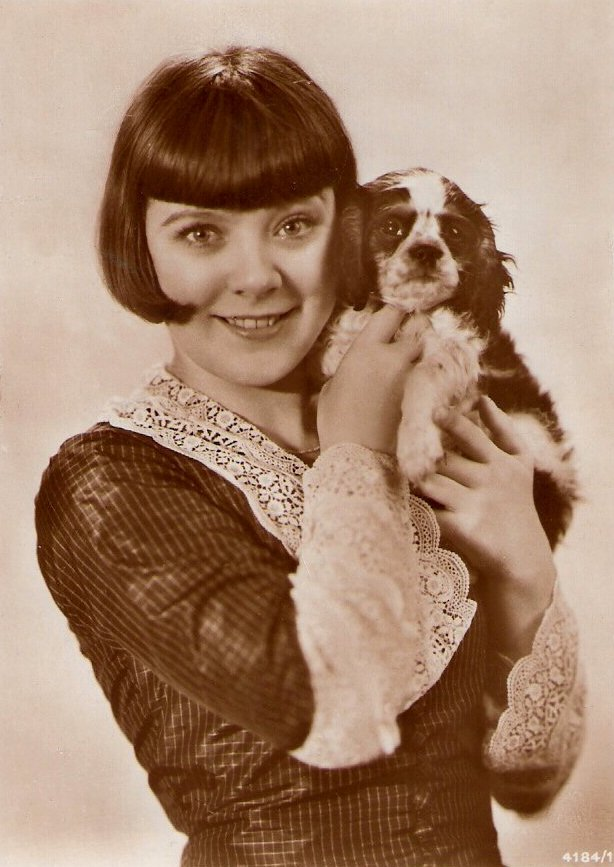
Nizozemka Truus van Aalten
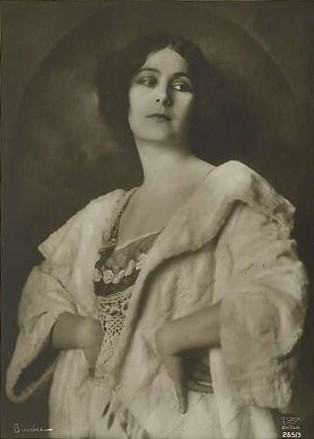
Nizozemská Němka Lil Dagover

### Greta Garbo

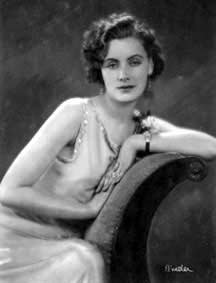
Greta Garbo, 1925
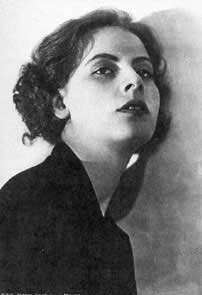
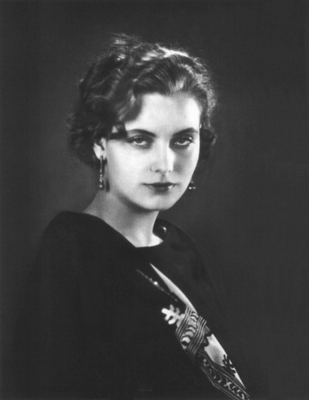
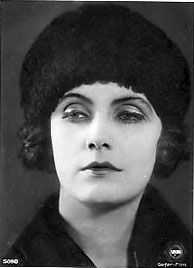
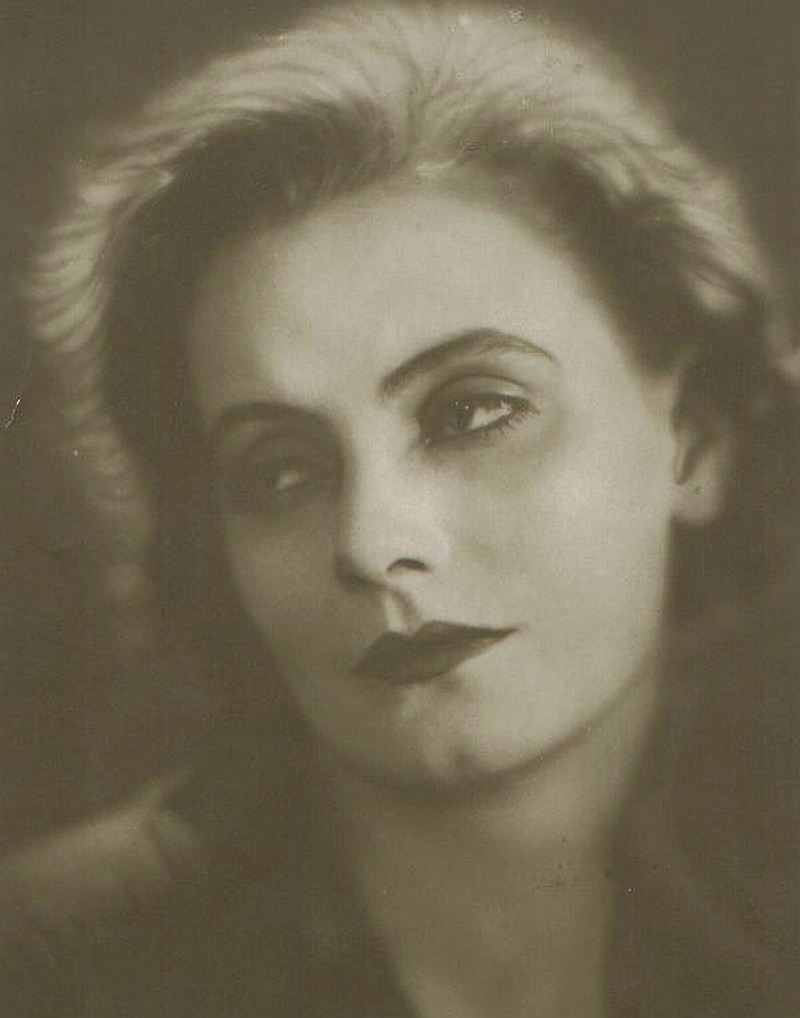
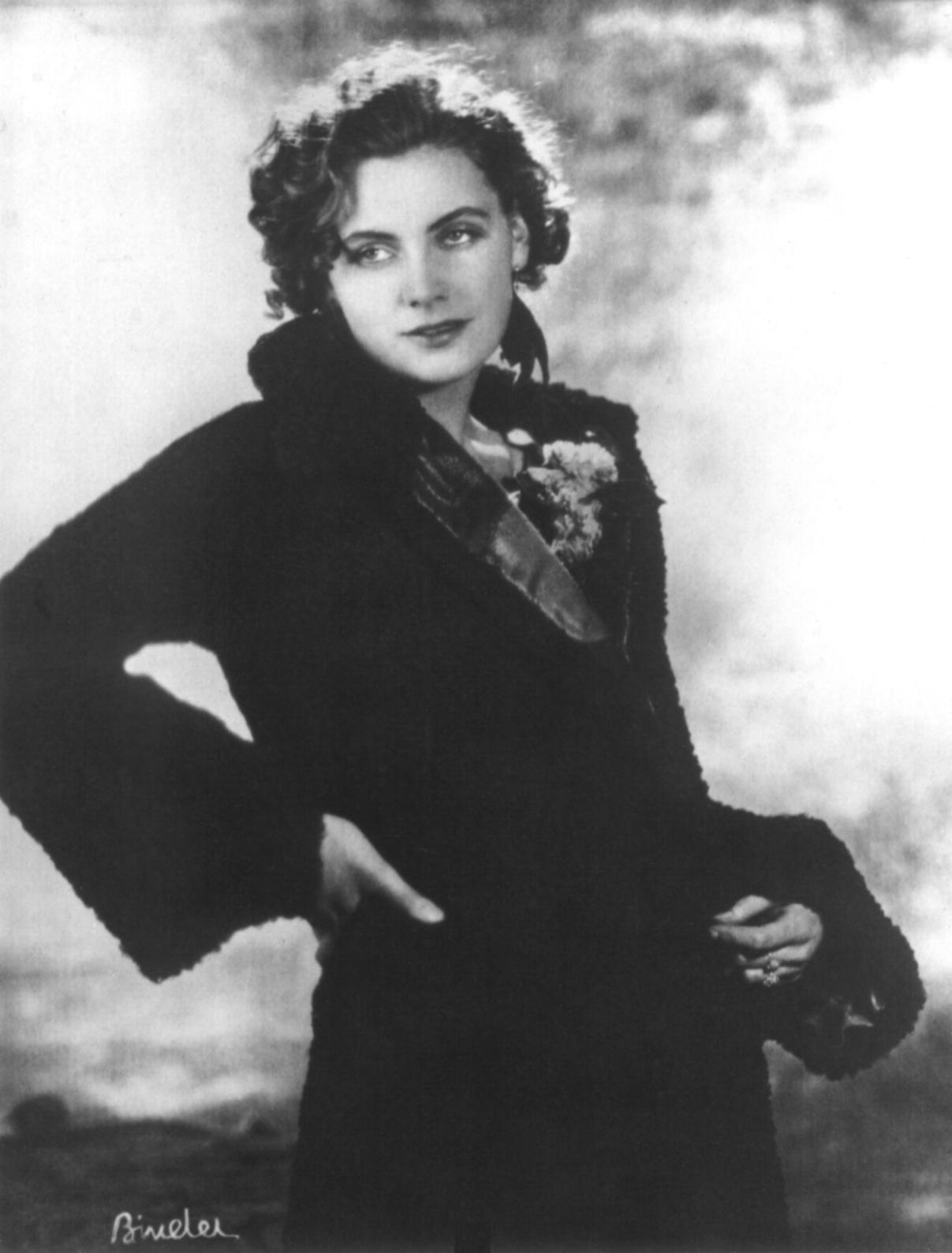
Portrét během natáčení Joyless Street (Die freudlose Gasse), 1925

### Lya de Putti

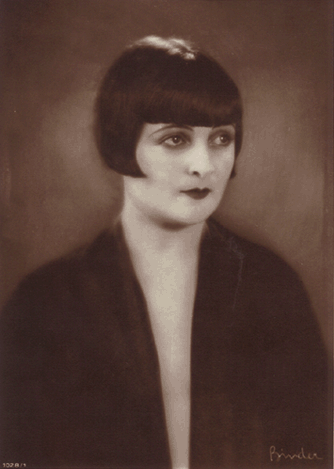
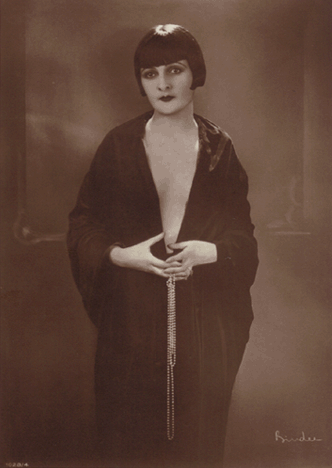
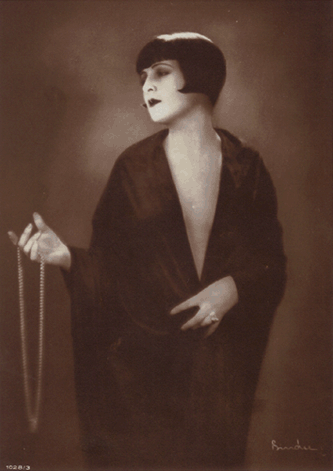
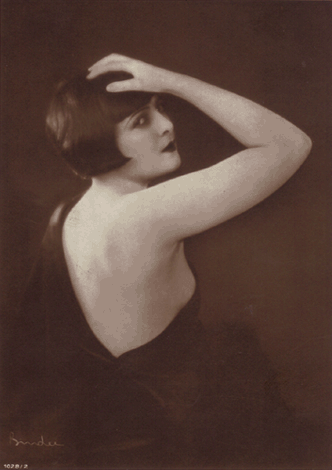

## Ostatní

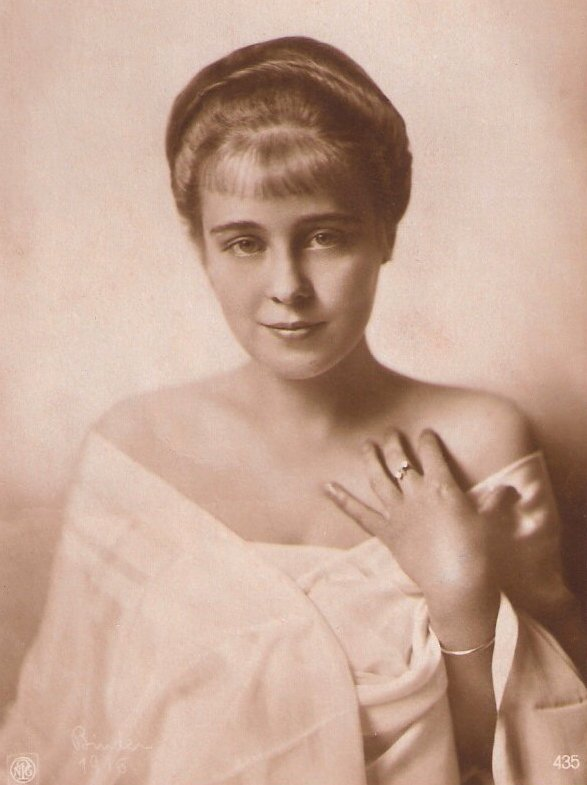
Käthe Haack, asi 1916
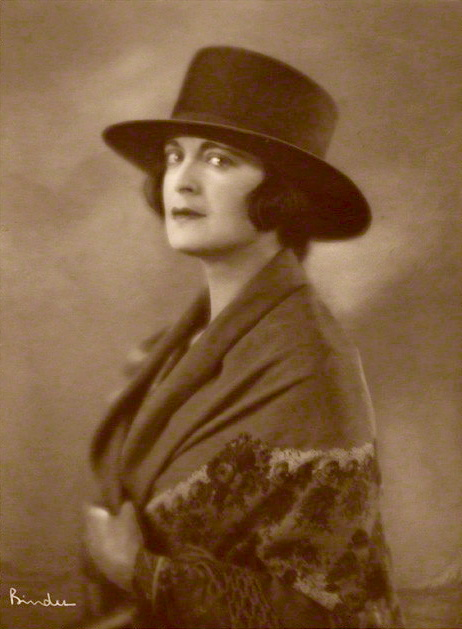
Harriet Cohen, asi 1920
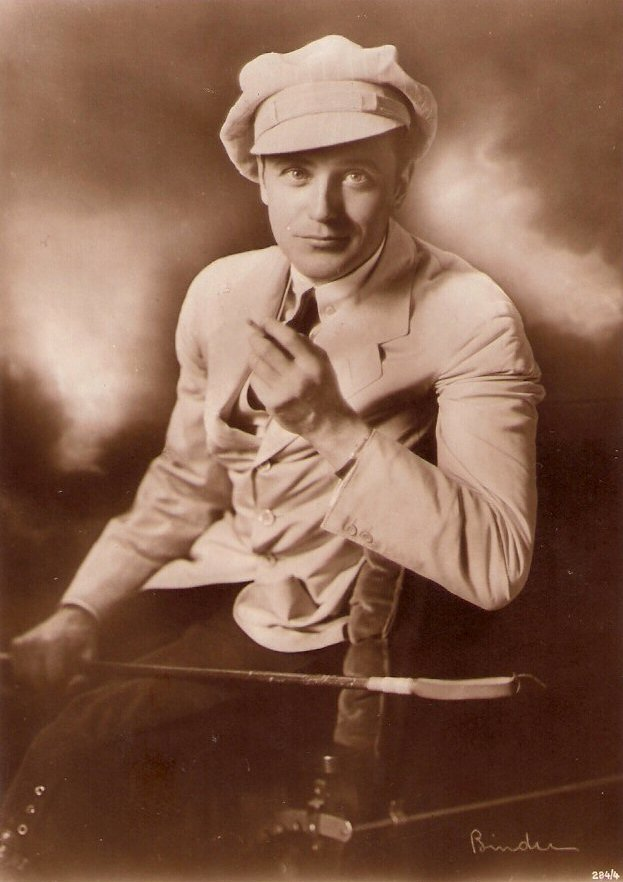
Harry Liedtke, asi 1920
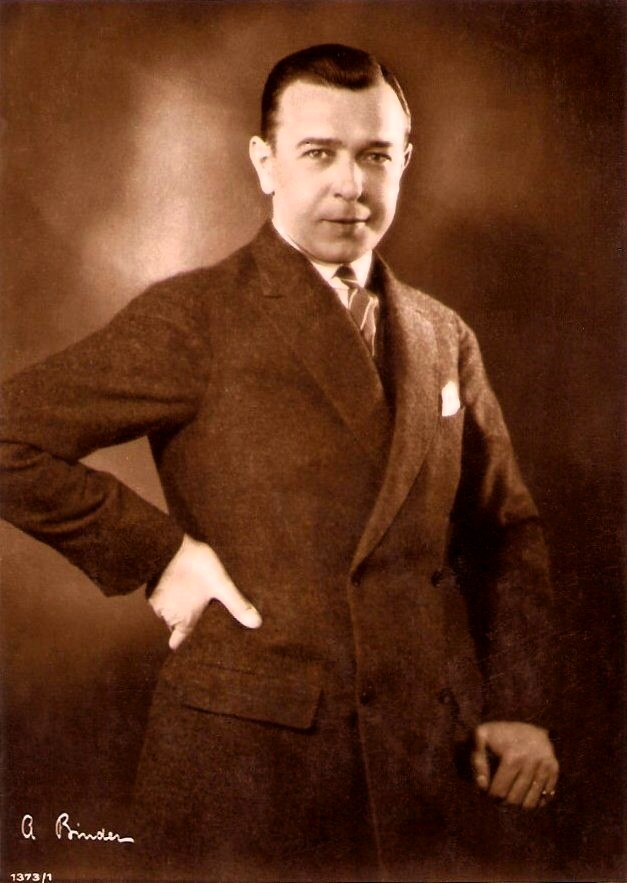
Georg Alexander, asi 1927
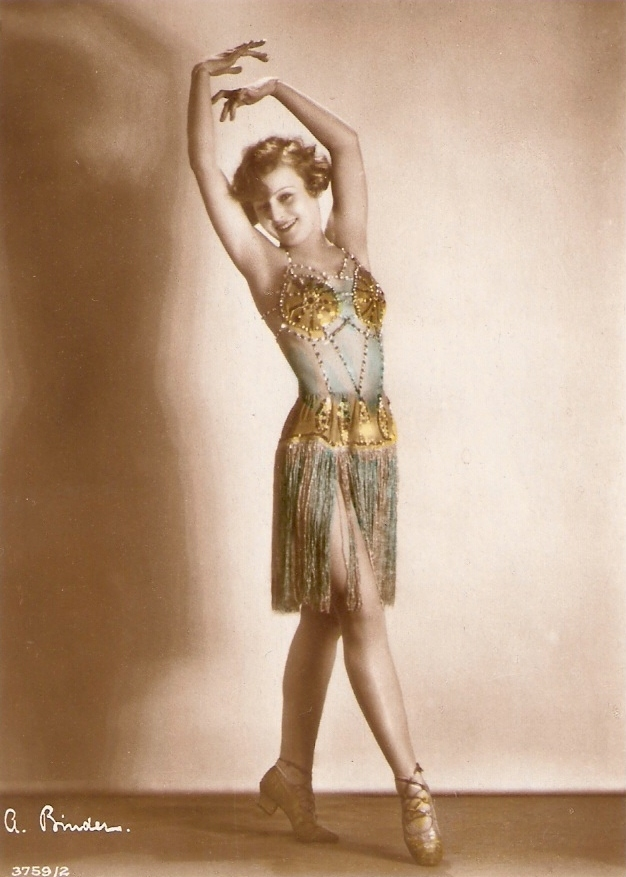
Lilian Harvey, asi 1928